# سفاح النساء (فلم)
سفاح النساء هو فيلم مصري عرض عام 1970، بطولة فؤاد المهندس وشويكار، ومن إخراج نيازي مصطفى.

## قصة الفيلم
تدور الأحداث حول «محسن» صحفي في مجلة الجريمة والعقاب، يؤمن بالمثل العليا ولكن مدير المجلة يؤمن بنشر الفضائح ومذكرات المجرمين لزيادة انتشار المجلة وزيادة مبيعاتها، يظهر فجأة سفاح خطير يقوم باختطاف وقتل الفتيات الجميلات، يقوم محسن بالاشتراك مع خطيبته في الادعاء بأنه هو السفاح الذي يبحث عنه الجميع وذلك لكي يلمع اسمه في عالم الصحافة ويتبوّأ مكانة كبيرة، وكانت الخطة أن يوهم الشرطة بأنه قد قتل خطيبته ودفنها في الحديقة ثم تظهر خطيبته لاحقًا وتعلن براءته، تتصاعد الأحداث ويقوم السفاح بوضع جثة إحدى ضحاياه في الحديقة لكي تثبت التهم على محسن وتتحول الجريمة الوهمية إلى جريمة حقيقية، يحاول محسن التوصل إلى السفاح الحقيقي وبعد رحلة بحث يصل إليه ويثبت براءته.

## طاقم التمثيل
- فؤاد المهندس: (محسن)
- شويكار: (سوسن)
- محمد رضا: (المعلم حربي)
- توفيق الدقن: (بشخصيته الحقيقية)
- ميمي شكيب: (والدة سوسن)
- حسين زايد: (ميمي - السفاح)
- إبراهيم سعفان: (إسماعيل خفاجي المحامي)
- سلامة إلياس: (كابتن سافو)
- فاروق نجيب: (جميل)
- عبد الله فرغلي: (عزوز)
- فاروق فلوكس: (حسن كوداك)
- قدرية قدري: (ليلى)
- آمال رمزي: (بشخصيتها الحقيقية)
- أحمد ماهر تيخة: (عوض إسماعيل)
- مصطفى الشريف
- حسين الشربيني: (وكيل النيابة)
- محمد رفعت (ضابط)
- عبد الغني النجدي
- إبراهيم كمال: (طبيب نفسي)

## فريق العمل
- إخراج: نيازي مصطفى
- قصة: محمد أبو يوسف
- سيناريو: عبد الحي أديب
- حوار: بهجت قمر
- مدير التصوير: كمال كريم
- مونتاج: حسين أحمد
- إنتاج: أفلام جمال الليثي
- توزيع: أفلام جمال الليثي